# Моеро
Моеро (грч. Μοιρώ) или Миро (грч. Μυρώ) била је песникиња хеленистичког периода из града Византиона.

## Биографија
Била је супруга Андромаха Филолога и мајка (Суда наводи да је била ћерка, али то је мање вероватно) трагичара Хомера Византионског. Моеро је вероватно била активна током касног четвртог и раног трећег века пре нове ере.
Мало њене поезије је сачувано. Десет стихова из њене епске песме Мнемозина цитира Атенеј, и иако Мелеагер помиње „многе“ епиграме Моери у уводној песми свога дела Гарланд, у Грчкој антологији остале су сачуване само две песме у четири стиха.
Написала је и песму под називом Arai („Проклетства“). Евстатије помиње да је написала химну Посејдону.
Преживели фрагмент Моероове Mnemonsyne говори о Зевсовом детињству на Криту, где га је сакрила мајка Реја како би га спасила од убиства његовог оца Крона. Ауторка препричава епизоду Зевсовог раног живота да би се нагласила улога жене. Моерови сачувани епиграми стилски су слични делима Аните. Судећи по сачуваној поезији, Моеро је истраживала теме мајчинства, одговорности жена према породици и сексуалну жељу жена.
Изгледа да је уживала имао висок песнички углед у антици. Антипатар Солунски је уврштава у своју листу познатих песника. Према Татијану, Кефисодот, Праксителов син, је извајао њену скулптуру.
У двадесетом веку, Моеро спомиње Х. Д. у својој песми „Nossis“ и роману Palimpset. Моеро је наведена у Heritage Floor уметнице Џуди Чикаго.